# Mesiotelus confusus
Espèce
Mesiotelus confusus est une espèce d'araignées aranéomorphes de la famille des Liocranidae.

## Distribution
Cette espèce se rencontre en Turquie, en Bulgarie et en Grèce.

## Description
Le mâle holotype mesure 4,00 mm et la femelle paratype 5,65 mm.

## Systématique et taxinomie
Cette espèce a été décrite par Zamani, Fomichev, Naumova et Marusik en 2024.

## Publication originale
- Zamani, Fomichev, Naumova, Kaya & Marusik, 2024 : « New taxonomic and faunistic data on Liocranidae (Arachnida: Araneae) of West Palaearctic), with nine new species of Mesiotelus Simon, 1897. » Zootaxa, no 5519(2), p. 190-214.